# Anello fimotico

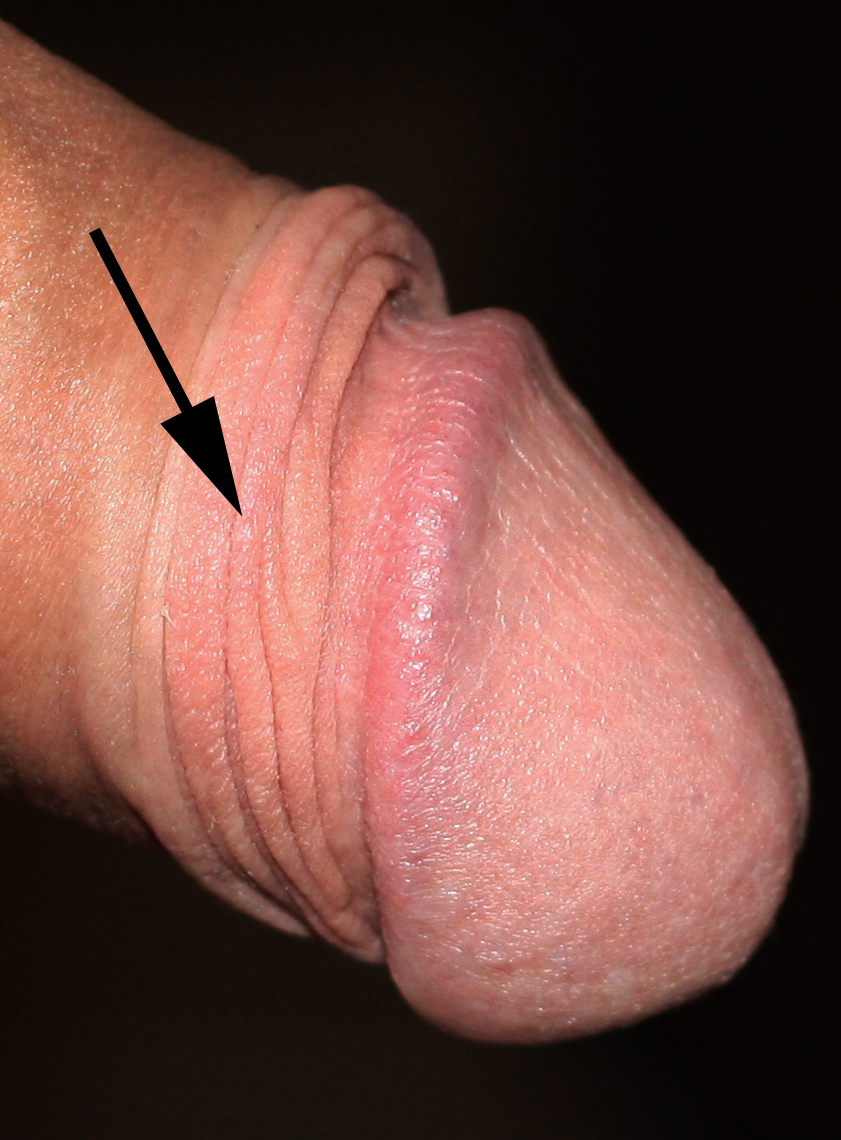
La freccia indica il confine tra l'anello fimotico e la vera pelle del prepuzio

L'anello fimotico o fascia increspata è una fascia di pelle rugosa altamente innervata situata verso la fine del prepuzio. Più in particolare, si riferisce all'area di transizione dall'esterno alla superficie interna del prepuzio.

## Terminologia
John R. Taylor, MB, patologo canadese e ricercatore medico, ha usato per la prima volta il termine "banda increspata" e ha descritto la banda incisa al secondo simposio internazionale sulla circoncisione, organizzato dal NOCIRC a San Francisco nel 1991, dopo aver esaminato i prepuzi di 22 adulti ottenuti da un'autopsia.
Il termine fu successivamente usato da Taylor in uno studio anatomico e istologico del prepuzio pubblicato nel British Journal of Urology nel 1996. Tutta o la maggior parte o tudella fascia increspata viene rimossa durante la circoncisione maschile.

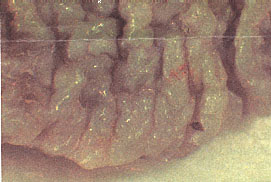
Parte di una banda increspata con ingrandimento di 10 volte. La mucosa delicata e molto innervata presenta numerose creste che aumentano la sensibilità attraverso l'aumento della superficie

Taylor descrisse la fascia increspata come una fascia di tessuto mucoso trasversalmente increspato, situata appena all'interno della punta del prepuzio vicino al confine mucocutaneo, noto anche come sfintere prepuziale. Egli caratterizzò la banda increspata come piena di vasi sanguigni e riccamente innervata, affermando che "contiene più corpuscoli di Meissner di quanto non faccia la mucosa liscia".